# Квинт Сулпиций Камерин Претекстат
Квинт Сулпиций Камерин Претекстат (на латински: Quintus Sulpicius Camerinus Praetextatus) e политик на ранната Римска република.
Произлиза от патрицииската фамилия Сулпиции. През 434 пр.н.е. е консулски военен трибун.